# Joan Filbá
Joan Filbá Fernández (n. en Mataró, Barcelona, España, 10 de enero de 1955 y muerto en Barcelona el 10 de octubre de 1981) fue un baloncestista español que medía 2.08 cm y cuya posición en la cancha era la de pívot. Jugó en el equipo de su ciudad natal, en el Joventut de Badalona, en el Cotonificio y en el Bàsquet Manresa. Cuando había firmado por el OAR Ferrol, tuvo un desgraciado accidente de automóvil en las cercanías de Arenys de Mar, dos meses después, con tan solo 26 años de edad, fallecería en el Hospital Valle de Hebrón (por aquel entonces conocido como Francisco Franco).

## Internacionalidades
A los veinte años alcanzó la internacionalidad absoluta, después de haber figurado en selecciones inferiores. Seleccionado por el mítico Díaz Miguel, debuta el 21 de mayo de 1975 en Bilbao, en un partido amistoso frente a Canadá, en el que la selección perdió por 94-102.  Su récord de anotación con la selección lo obtuvo en los Juegos Mediterráneos de Argel (1975) frente a Grecia, con veinticinco puntos.
Vistió la camiseta de España en 25 ocasiones, disputando el Eurobasket de 1975, en el que el equipo nacional terminó cuarto y el Eurobasket de 1977, donde la selección terminó en novena posición.